# Педро Пабло Леон
Педро Пабло Леон (ісп. Pedro Pablo León, 29 червня 1943, Ліма — 9 травня 2020, Ліма) — перуанський футболіст, що грав на позиції нападника.
Виступав, зокрема, за клуб «Альянса Ліма», у складі якого став одним з найкращих бомбардирів за усю історію, а також національну збірну Перу, з якою поїхав на чемпіонат світу 1970 року.

## Клубна кар'єра
Народився 29 червня 1943 року в місті Ліма. Вихованець футбольної школи клубу «Альянса Ліма». Дорослу футбольну кар'єру розпочав 1960 року в основній команді того ж клубу, в якій провів одинадцять сезонів, взявши участь у 227 матчах чемпіонату. Більшість часу, проведеного у складі «Альянса Ліма», був основним гравцем атакувальної ланки команди і одним з головних бомбардирів команди, маючи середню результативність на рівні 0,46 гола за гру першості. З «Альянсою» він тричі вигравав чемпіонат Перу в 1962, 1963 та 1965 роках, а також ставав найкращим бомбардиром чемпіонату Перу в 1963 та 1967 роках.
У 1971 році він поїхав до Еквадору, щоб приєднатися до команди «Барселона» (Гуаякіль), створивши смертельний атакувальний дует з ветераном Альберто Спенсером, завдяки чому команда виграла чемпіонат Еквадору. У 1972 році команда стала лише третьою, але Леон з 14 голами став другим найкращим бомбардиром турніру.
У 1973 році він повернувся до рідного клубу «Альянса Ліма» і того ж сезону забив свої останні 11 голів за клуб у чемпіонаті, включаючи історичний матч проти «Спортіво Хуракана», в якому він забив п'ять голів. Загалом Педро Пабло Леон забив більше 110 голів у синьо-білій майці, ставши однією із легенд клубу
Згодом з 1974 року Леон грав у складі перуанських команд «Хуан Ауріч», «Депортіво Мунісіпаль» та «Депортіво Мунісіпаль», а завершив ігрову кар'єру у венесуельській команді «Депортіво Галісія», за яку виступав протягом 1978–1980 років і виграв Кубок Венесуели у 1979 році.

## Виступи за збірну
11 березня 1963 року дебютував в офіційних іграх у складі національної збірної Перу в матчі чемпіонату Південної Америки в Болівії проти збірної Бразилії (0:1). Загалом Педро зіграв на турнірі у всіх шести матчах і в зустрічах з Еквадором (2:1) та Болівією (2:3) забив по голу, посівши з командою п'яте місце.
У складі збірної був учасником чемпіонату світу 1970 року у Мексиці. У цьому турнірі він зіграв у всіх трьох матчах групового етапу, а також у програному чвертьфіналі проти майбутніх переможців турніру збірної Бразилії (2:4).
Востаннє зіграв у національній збірній 28 березня 1973 року в товариському матчі проти Парагваю (1:0). Загалом протягом кар'єри у національній команді, яка тривала 11 років, провів у її формі 49 матчів, забивши 15 голів.

## Титули і досягнення

### Командні
- Чемпіон Перу (3):

«Альянса Ліма»: 1962, 1963, 1965
- Чемпіон Еквадору (1):

«Барселона» (Гуаякіль): 1971
- Володар Кубка Венесуели (1):

«Депортіво Галісія»: 1979

### Особисті
- Найкращий бомбардир чемпіонату Перу: 1963, 1967

## Особисте життя
Протягом багатьох років Педро Пабло Леон проживав у США, зокрема в Нью-Джерсі, де працював робітником на текстильній фабриці. За два тижні до введення надзвичайного стану через пандемію коронавірусу Леон повернувся до Перу у компанії своєї дружини.
3 травня 2020 року Леон потрапив до клініки Рікардо Пальма у місті Ліма через проблеми з диханням (пневмонія) та ниркову недостатність. Як частина медичного протоколу, встановленого в різних лікарнях та клініках, колишній футболіст пройшов тестування, щоб виключити коронавірусну інфекцію. Результат цього тесту був негативним. Тим не менш Педро Пабло Леон помер 9 травня 2020 року на 77-му році.